# Paula Cendejas Repetto
Paula Cendejas Repetto   (Madrid, 3 d'abril de 1995) és una cantant i compositora espanyola.

## Inicis
Des de 2015 va començar gravant versions de cançons a Instagram, va saltar a la fama després de pujar una versió de la cançó “Despacito” de Luis Fonsi i Daddy Yankee.

## Carrera
Paula Cendejas va debutar com a artista amb la cançó "Tu cama" al costat del cantant guatemalenc Jesse Baez, un senzill que va ser produït pel productor i cantant català Alizzz. El 2019 va signar amb el segell Whoa Music i va estrenar el seu primer senzill titulat "Sal de mi cabeza". En 2020 va estrenar la seva cançó més popular al costat del raper espanyol C. Tangana, cançó que porta per nom "Como habla una mujer". El 2021 va llançar el seu primer EP titulat Contragolpe, acompanyat d'una gira dins i fora d'Espanya.